# Николай Проев – Пройката
Николай Проев, наричан Пройката, е български алпинист, ски алпинист и скален катерач. Според Сандю Бешев е най-универсалният български алпинист. Единственият двоен майстор на спорта по алпинизъм и скално катерене.

## Биография
Роден е на 21 август 1959 година в Банско.
Изкачва два седемхилядника – връх Комунизъм (7495 m н.в.) и връх Ленин (7134 m) в Памир. В Алпите изкачва Пти Дрю по маршрута „Пиер Ален“ и Монблан, в Нова Зеландия достига първенеца ѝ Маунт Кук (3724 m).
Като ски алпинист е шампион на България (1982) и три пъти вицешампион.
Шампион по скално катерене (1984).
Загива на 19 октомври 2011 година при инцидент на връх Чако (6704 m) в Хималаите.

## Памет
В негова памет е създадено сдружение „Николай Проев – Пройката“.
Състезанието по ски алпинизъм в Пирин, което в 2000 година е подновено по инициатива на Николай Проев, от 12-ото си издание носи неговото име.
В Банско на 26 ноември 2016 година е открит паметник на Николай Проев – Пройката.